# Freiheitsbund der Sieben Ostfrieslande
Der Freiheitsbund der Sieben Ostfrieslande war ein im Jahre 1430 gegen Focko Ukena gerichtetes Bündnis in Ostfriesland unter Führung der Häuptlingsfamilie Cirksena aus Greetsiel, namentlich  des Häuptlings  Edzard Cirksena. In ihm wehrten sich die Ostfriesen gegen die zunehmende Unterdrückung und die ständig höheren Belastungen, die sich aus der Herrschaft der Ukenas ergaben.

## Ursachen
Nach dem Sieg über Ocko II. tom Brok in der Schlacht auf den Wilden Äckern war Focko Ukena zunächst unbestrittener Herrscher in Ostfriesland. Er versuchte, dies durch seine Politik zu konsolidieren, trat dabei jedoch sehr ungeschickt auf und belegte die Ostfriesen mit immer höheren Steuern und größerer Repression. Nachdem sie gerade dem Joch der tom Brok entkommen waren, zeigten sich viele Einwohner Ostfrieslands enttäuscht von Ukena. und auch die anderen Häuptlinge hatten sich von Ocko II. tom Brok abgewandt, da er die friesische Freiheit zu verraten schien, welche Ukena zu verteidigen vorgab. 
So entstand um 1430 im Stammland der tom Brok, dem Brookmerland (heutige Schreibweise) mit Unterstützung der Familie ein Aufstand, der sich nach einem missglückten Angriff Fockos auf das Bremer Stadtland an der Unterweser zu einem allgemeinen ostfriesischen Volksaufstand ausweitete. Nach der Eroberung von Oldersum und Aurich schlossen die ostfriesischen Landesverbände und die kleineren Häuptlinge am 14. November 1430 unter Führung des Häuptlings Edzard Cirksena aus Greetsiel den „Freiheitsbund der Sieben Ostfrieslande“, der sich gegen Focko, seine Söhne und seinen Schwiegersohn Sibet von Rüstringen richtete.

## Auswirkungen

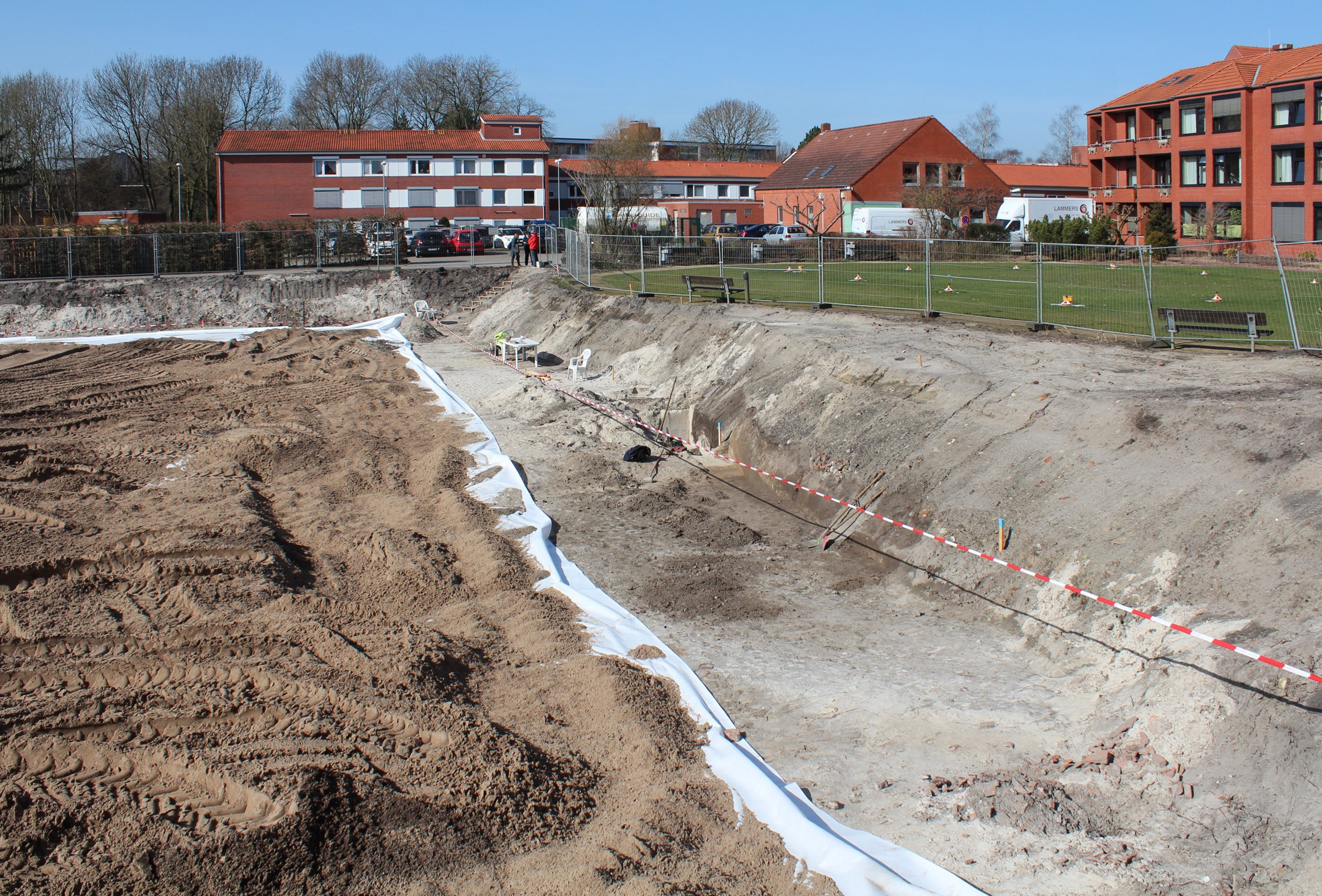
Ausgrabungen am Standort der zerstörten Fockenburg, 2017

Die Mitglieder des Freiheitsbundes stellten ein Landesaufgebot auf, das die Fockenburg in Leer ein halbes Jahr lang belagerte und sie zerstörte. Nachdem diese nicht mehr zu halten war, floh Focko Ukena machtlos nach Emden. Die aufstrebenden Cirksena witterten ihre Chance und verbanden sich 1433 selbstständig mit der Stadt Hamburg. Diese wollte der ostfriesischen Duldung der Seeräuber ein für alle Mal ein Ende bereiten und setzte daher auf einen starken Souverän in Ostfriesland. Die letzten Parteigänger Fockos wurden von diesem Bündnis 1433 bei Bargebur geschlagen. Damit war der Grundstein für die nun bald folgende Herrschaft der Cirksena in Ostfriesland gelegt.